# Stephen Hague
Stephen Hague, född 1960 i Portland, Maine, är en amerikansk musikproducent. Han har bland annat producerat album för Pet Shop Boys och New Order. Tidigare samarbetade han med låtskrivaren Jules Shear i slutet av 1970-talet och början på 1980-talet. Han ingick i dennes grupp Jules and the Polar Bears som släppte skivorna Got no Breeding (1978), Fonetics (1979) och Bad for Business inspelad 1980 men släppt först i mitten av 1990-talet.
Hague medverkade även på Shears solodebut Watch Dog som kom 1983. Hague spelar allehanda klaviaturinstrument.